# Peri Gilpin
Peri Gilpin, född som Peri Kay Oldham, den 27 maj 1961 i Waco i Texas, är en amerikansk skådespelerska. Hon har bland annat spelat rollen som Roz Doyle i NBC-serien Frasier, och Kim Keeler i ABC Family-serien Make It or Break It. Hon är dotter till nyhetsuppläsaren Jim O'Brien (född som James Franklin Oldham), som avled i samband med en fallskärmshoppningsolycka, i närheten av Gilbertsville, Pennsylvania år 1983.

## Filmografi (i urval)

### Filmer
- 1998 – Djungelboken: Mowglis äventyr
- 2001 – Final Fantasy: The Spirits Within
- 2016 – Flock of Dudes

### TV-serier
| - 1988 – 21 Jump Street (TV-serie) - 1990 – Matlock (TV-serie) - 1992 – Vingar (TV-serie) - 1993 – Designing Women (TV-serie) - 1993 – Skål (TV-serie) - 1993–2004 – Frasier (TV-serie) (även 2023) - 1996 – Early Edition (TV-serie) - 1998 – Herkules (TV-serie) - 1998–1999 – Stålmannen (TV-serie) - 2000 – Baby Blues (TV-serie) - 2003 – Justice League (TV-serie) - 2003–2009 – King of the Hill (TV-serie) - 2004–2005 – Danne Fantom (TV-serie) - 2007 – Medium (TV-serie) - 2007 – Desperate Housewives (TV-serie) | - 2007 – Law & Order: Criminal Intent (TV-serie) - 2009–2011 – Make It or Break It (TV-serie) - 2011 – Hot in Cleveland (TV-serie) - 2012 – Grey's Anatomy (TV-serie) - 2012–2013 – CSI: Crime Scene Investigation (TV-serie) - 2013 – Men at Work (TV-serie) - 2013 – Modern Family (TV-serie) - 2013 – Drop Dead Diva (TV-serie) - 2014 – Masters of Sex (TV-serie) - 2016 – Adam Ruins Everything (TV-serie) - 2017 – Broad City (TV-serie) - 2018 – Station 19 (TV-serie) - 2019 – Why Women Kill (TV-serie) - 2020 – Återförenade (TV-serie) - 2022 – Kevin Can F**k Himself (TV-serie) |